# カトリーヌ・ド・マイエンヌ
カトリーヌ・ド・マイエンヌ（フランス語：Catherine de Mayenne, 1585年 - 1618年3月8日）は、マントヴァ公カルロ1世・ゴンザーガ＝ネヴェルスの妃。

## 生涯
カトリーヌは、ギーズ公アンリ1世の弟マイエンヌ公シャルルと、その妻のヴィラール女侯アンリエット・ド・サヴォワの娘として1585年に生まれた。
1599年2月1日に14歳でマントヴァ公カルロ1世・ゴンザーガ＝ネヴェルスとソワソンで結婚し、夫の政務を積極的に支援した。1604年、カトリーヌはフランス王アンリ4世から執拗に関係を迫られ、カトリーヌと夫はフランス宮廷を去ることを選択した。カトリーヌは夫との間に3男3女の計6人の子供を産んだ。
カトリーヌは多くの修道院、教会、学校、病院を創建した。カトリーヌはシャルルヴィルにイエズス会の大学を創立し、そこで若者に敬虔さと文学の教育を行った。また、シャルルヴィルにカプチン会修道院と病院を創建した。2つのカルメル会修道院、聖墳墓修道院、フランシスコ会修道院、カプチン教会、そして病院として機能するキリスト教民兵の大きな修道院も創建した。
1615年、カトリーヌはフランス貴族女性の中から選ばれ、フランス王ルイ13世の妹エリザベートに同行してフランスとスペインの国境まで行き、そこでスペイン王女アンヌ・ドートリッシュを迎えた。1618年にカトリーヌは寒気を感じた後、パリのオテル・ド・ヌヴェールで33歳で亡くなった。ペール・イラリオン・デ・コストによるカトリーヌの伝記には、「賢明で貞淑で高潔なカトリーヌを賞賛するには、彼女があらゆる賞賛を上回っていることを認める以外にないであろう。」と書かれている。

## 子女
- フランソワ（1606年 - 1622年10月13日） - ルテル公
- シャルル（1609年 - 1631年） - マイエンヌ公、エギュイヨン公
- フェルディナン（1610年 - 1632年） - マイエンヌ公、エギュイヨン公
- マリー＝ルイーズ（1611年 - 1667年） - 1645年にポーランド王ヴワディスワフ4世と結婚、1649年にポーランド王ヤン2世カジミェシュと再婚
- ベネディクト（1614年 - 1637年12月20日） - エペルネー近郊のアヴネ女子修道院の院長
- アンヌ（1616年 - 1684年） - 1639年にギーズ公アンリ2世と結婚、1645年にプファルツ＝ジンメルン公子エドゥアルトと再婚